# Gran Premio di superbike di Monza 1999
Il Gran Premio di Superbike di Monza 1999 è stato la quinta prova su tredici del campionato mondiale Superbike 1999, disputato il 30 maggio all'autodromo nazionale di Monza e ha visto la vittoria di Carl Fogarty sia in gara 1 sia in gara 2.
La vittoria nella gara valevole per il campionato mondiale Supersport è stata invece ottenuta da Wilco Zeelenberg.
La gara del campionato Europeo della classe Superstock viene vinta da Vittorio Scatola, sebbene la presenza di numerosi piloti di età superiore ai 24 anni (a cui per regolamento non venivano assegnati punti) fece assegnare i 25 punti (solitamente destinati al primo classificato) a Daniel Oliver Bultó (che concluse però terzo in gara).

## Risultati

La partenza di una delle gare

Carl Fogarty, l'assoluto dominatore del fine settimana brianzolo con la sua doppietta, in sella alla sua Ducati 996 al termine di una delle manche

### Gara 1

#### Arrivati al traguardo[4]
| Pos. | Nº  | Pilota               | Squadra              | Motocicletta | Giri | Tempo     | Griglia | Punti |
| ---- | --- | -------------------- | -------------------- | ------------ | ---- | --------- | ------- | ----- |
| 1º   | 1   | Carl Fogarty         | Ducati Performance   | Ducati       | 18   | 32:13.009 | 6º      | 25    |
| 2º   | 5   | Colin Edwards        | Castrol Honda        | Honda        | 18   | +0:00.120 | 1º      | 20    |
| 3º   | 7   | Pierfrancesco Chili  | Suzuki Alstare F.S.  | Suzuki       | 18   | +0:00.547 | 3º      | 16    |
| 4º   | 11  | Troy Corser          | Ducati Performance   | Ducati       | 18   | +0:11.131 | 2º      | 13    |
| 5º   | 111 | Aaron Slight         | Castrol Honda        | Honda        | 18   | +0:13.953 | 9º      | 11    |
| 6º   | 41  | Noriyuki Haga        | Yamaha WSBK          | Yamaha       | 18   | +0:14.937 | 7º      | 10    |
| 7º   | 4   | Akira Yanagawa       | Kawasaki Racing      | Kawasaki     | 18   | +0:15.256 | 5º      | 9     |
| 8º   | 6   | Gregorio Lavilla     | Kawasaki Racing      | Kawasaki     | 18   | +0:26.127 | 10º     | 8     |
| 9º   | 9   | Peter Goddard        | Aprilia Rac.De Cecco | Aprilia      | 18   | +0:26.245 | 13º     | 7     |
| 10º  | 16  | Andreas Meklau       | Ducati Deut. Remus   | Ducati       | 18   | +0:26.835 | 11º     | 6     |
| 11º  | 22  | Vittoriano Guareschi | Yamaha WSBK          | Yamaha       | 18   | +0:32.407 | 14º     | 5     |
| 12º  | 15  | Igor Jerman          | Kawasaki Bertocchi   | Kawasaki     | 18   | +0:44.295 | 15º     | 4     |
| 13º  | 19  | Lucio Pedercini      | Team Pedercini       | Ducati       | 18   | +0:55.336 | 17º     | 3     |
| 14º  | 33  | Robert Ulm           | Kawa Bertocchi Gerin | Kawasaki     | 18   | +0:55.429 | 16º     | 2     |
| 15º  | 38  | Lance Isaacs         | Ducati NCR           | Ducati       | 18   | +1:23.758 | 27º     | 1     |
| 16º  | 55  | Mauro Lucchiari      | Gattolone Racing     | Yamaha       | 18   | +1:24.030 | 18º     |       |
| 17º  | 49  | Paolo Blora          | Team Pacific         | Ducati       | 18   | +1:24.653 | 25º     |       |
| 18º  | 53  | Redamo Assirelli     | Team Pirelli         | Yamaha       | 18   | +1:41.022 | 24º     |       |
| 19º  | 64  | Kirk McCarthy        | Suzuki Marushin Pow. | Suzuki       | 18   | +1:47.816 | 22º     |       |
| 20º  | 26  | Jean-Pierre Jeandat  | White Endurance      | Honda        | 18   | +1:47.823 | 23º     |       |
| 21º  | 23  | Jiří Mrkývka         | JM SBK Team          | Ducati       | 17   | +1 giro   | 30º     |       |
| 22º  | 40  | Giuliano Sartoni     | Ducati NCR           | Ducati       | 17   | +1 giro   | 32º     |       |

#### Ritirati
| Nº | Pilota               | Squadra              | Motocicletta | Giri | Griglia |
| -- | -------------------- | -------------------- | ------------ | ---- | ------- |
| 21 | Katsuaki Fujiwara    | Suzuki Alstare F.S.  | Suzuki       | 17   | 8º      |
| 57 | Stavros Stavroulakis | Kellinmoto Shell Adv | Ducati       | 16   | 28º     |
| 54 | Giovanni Bussei      | Alpha Tecn.T.Suzuki  | Suzuki       | 11   | 21º     |
| 27 | Frédéric Protat      | Ducati France FP R.  | Ducati       | 7    | 19º     |
| 58 | Christian Monsch     | Grisoni Honda        | Honda        | 7    | 31º     |
| 20 | Doriano Romboni      | R & D Racing         | Ducati       | 2    | 4º      |
| 39 | Alessandro Gramigni  | Valli Moto           | Yamaha       | 2    | 20º     |
| 44 | Alessandro Antonello | Aprilia Racing       | Aprilia      | 0    | 12º     |

### Gara 2

#### Arrivati al traguardo[5]
| Pos. | Nº | Pilota               | Squadra              | Motocicletta | Giri | Tempo     | Griglia | Punti |
| ---- | -- | -------------------- | -------------------- | ------------ | ---- | --------- | ------- | ----- |
| 1º   | 1  | Carl Fogarty         | Ducati Performance   | Ducati       | 18   | 32:18.285 | 6º      | 25    |
| 2º   | 5  | Colin Edwards        | Castrol Honda        | Honda        | 18   | +0:00.005 | 1º      | 20    |
| 3º   | 7  | Pierfrancesco Chili  | Suzuki Alstare F.S.  | Suzuki       | 18   | +0:00.544 | 3º      | 16    |
| 4º   | 11 | Troy Corser          | Ducati Performance   | Ducati       | 18   | +0:08.263 | 2º      | 13    |
| 5º   | 4  | Akira Yanagawa       | Kawasaki Racing      | Kawasaki     | 18   | +0:12.449 | 5º      | 11    |
| 6º   | 41 | Noriyuki Haga        | Yamaha WSBK          | Yamaha       | 18   | +0:12.478 | 7º      | 10    |
| 7º   | 6  | Gregorio Lavilla     | Kawasaki Racing      | Kawasaki     | 18   | +0:12.764 | 10º     | 9     |
| 8º   | 16 | Andreas Meklau       | Ducati Deut. Remus   | Ducati       | 18   | +0:28.721 | 11º     | 8     |
| 9º   | 21 | Katsuaki Fujiwara    | Suzuki Alstare F.S.  | Suzuki       | 18   | +0:28.800 | 8º      | 7     |
| 10º  | 22 | Vittoriano Guareschi | Yamaha WSBK          | Yamaha       | 18   | +0:42.273 | 14º     | 6     |
| 11º  | 9  | Peter Goddard        | Aprilia Rac.De Cecco | Aprilia      | 18   | +1:04.172 | 13º     | 5     |
| 12º  | 39 | Alessandro Gramigni  | Valli Moto           | Yamaha       | 18   | +1:17.755 | 20º     | 4     |
| 13º  | 44 | Alessandro Antonello | Aprilia Racing       | Aprilia      | 18   | +1:21.877 | 12º     | 3     |
| 14º  | 38 | Lance Isaacs         | Ducati NCR           | Ducati       | 18   | +1:23.867 | 27º     | 2     |
| 15º  | 55 | Mauro Lucchiari      | Gattolone Racing     | Yamaha       | 18   | +1:25.965 | 18º     | 1     |
| 16º  | 53 | Redamo Assirelli     | Team Pirelli         | Yamaha       | 17   | +1 giro   | 24º     |       |
| 17º  | 57 | Stavros Stavroulakis | Kellinmoto Shell Adv | Ducati       | 17   | +1 giro   | 28º     |       |

#### Non classificato
| Nº | Pilota           | Squadra    | Motocicletta | Giri | Griglia |
| -- | ---------------- | ---------- | ------------ | ---- | ------- |
| 40 | Giuliano Sartoni | Ducati NCR | Ducati       | 13   | 32º     |

#### Ritirati
| Nº  | Pilota              | Squadra              | Motocicletta | Giri | Griglia |
| --- | ------------------- | -------------------- | ------------ | ---- | ------- |
| 15  | Igor Jerman         | Kawasaki Bertocchi   | Kawasaki     | 13   | 15º     |
| 19  | Lucio Pedercini     | Team Pedercini       | Ducati       | 13   | 17º     |
| 54  | Giovanni Bussei     | Alpha Tecn.T.Suzuki  | Suzuki       | 8    | 21º     |
| 111 | Aaron Slight        | Castrol Honda        | Honda        | 7    | 9º      |
| 27  | Frédéric Protat     | Ducati France FP R.  | Ducati       | 6    | 19º     |
| 33  | Robert Ulm          | Kawa Bertocchi Gerin | Kawasaki     | 2    | 16º     |
| 23  | Jiří Mrkývka        | JM SBK Team          | Ducati       | 2    | 30º     |
| 26  | Jean-Pierre Jeandat | White Endurance      | Honda        | 2    | 23º     |
| 64  | Kirk McCarthy       | Suzuki Marushin Pow. | Suzuki       | 0    | 22º     |
| 49  | Paolo Blora         | Team Pacific         | Ducati       | 0    | 25º     |
| 58  | Christian Monsch    | Grisoni Honda        | Honda        | 0    | 31º     |

### Supersport

#### Arrivati al traguardo
| Pos. | Nº | Pilota               | Squadra              | Motocicletta | Giri | Tempo     | Punti |
| ---- | -- | -------------------- | -------------------- | ------------ | ---- | --------- | ----- |
| 1º   | 8  | Wilco Zeelenberg     | Dee Cee Jeans Yamaha | Yamaha       | 16   | 30'31.260 | 25    |
| 2º   | 23 | Rubén Xaus           | Dee Cee Jeans Yamaha | Yamaha       | 16   | +0.016    | 20    |
| 3º   | 7  | Piergiorgio Bontempi | Yamaha Belgarda      | Yamaha       | 16   | +0.064    | 16    |
| 4º   | 5  | Massimo Meregalli    | Yamaha Belgarda      | Yamaha       | 16   | +0.118    | 13    |
| 5º   | 1  | Fabrizio Pirovano    | Suzuki Alstare F.S.  | Suzuki       | 16   | +0.200    | 11    |
| 6º   | 25 | William Costes       | Elf Honda France     | Honda        | 16   | +0.663    | 10    |
| 7º   | 6  | Cristiano Migliorati | Endoug Metalsistem   | Suzuki       | 16   | +1.629    | 9     |
| 8º   | 34 | Yves Briguet         | Endoug Metalsistem   | Suzuki       | 16   | +3.482    | 8     |
| 9º   | 52 | James Toseland       | Castrol Honda        | Honda        | 16   | +10.207   | 7     |
| 10º  | 17 | Pere Riba            | Castrol Honda        | Honda        | 16   | +10.219   | 6     |
| 11º  | 22 | Christian Kellner    | Yamaha Deutschland   | Yamaha       | 16   | +10.365   | 5     |
| 12º  | 3  | Stéphane Chambon     | Suzuki Alstare F.S.  | Suzuki       | 16   | +10.421   | 4     |
| 13º  | 31 | Vittorio Iannuzzo    | Lorenzini by Leoni   | Yamaha       | 16   | +11.669   | 3     |
| 14º  | 43 | Norino Brignola      | Bimota Exp. D.N.R.   | Bimota       | 16   | +12.686   | 2     |
| 15º  | 32 | David de Gea         | Ten Kate Arbizu      | Honda        | 16   | +13.688   | 1     |
| 16º  | 19 | Walter Tortoroglio   | Gi Motor Sport       | Suzuki       | 16   | +14.015   |       |
| 17º  | 20 | Werner Daemen        | Yamaha Belgium       | Yamaha       | 16   | +30.015   |       |
| 18º  | 26 | Roberto Teneggi      | DF Racing Carli D.   | Ducati       | 16   | +30.020   |       |
| 19º  | 30 | Giuseppe Fiorillo    | Monza Corse          | Suzuki       | 16   | +33.617   |       |
| 20º  | 46 | Mauro Sanchini       | Team Ghelfi          | Ducati       | 16   | +34.921   |       |
| 21º  | 57 | Fabio Carpani        | Desenzano Corse      | Ducati       | 16   | +47.294   |       |
| 22º  | 66 | Igor Antonelli       | BNT Racing           | Yamaha       | 16   | +47.427   |       |
| 23º  | 87 | Tripp Nobles         | Garella - Rumi       | Honda        | 16   | +1'15.425 |       |
| 24º  | 37 | Marco Borciani       | Team Rumi            | Honda        | 16   | +1'42.623 |       |

#### Ritirati
| Nº | Pilota                | Squadra              | Motocicletta | Giri |
| -- | --------------------- | -------------------- | ------------ | ---- |
| 27 | Roberto Panichi       | Bimota Exp. D.N.R.   | Bimota       | 15   |
| 29 | Davide Bulega         | Team Ghelfi          | Ducati       | 12   |
| 21 | Jörg Teuchert         | Yamaha Deutschland   | Yamaha       | 7    |
| 12 | Iain MacPherson       | Kawasaki Racing      | Kawasaki     | 3    |
| 39 | David Muscat          | Ducati France Racing | Ducati       | 2    |
| 24 | Francesco Monaco      | X Racing             | Ducati       | 1    |
| 33 | Luca Conforti         | Kawasaki Team Italia | Kawasaki     | 1    |
| 4  | Paolo Casoli          | Ducati Performance   | Ducati       | 0    |
| 18 | Camillo Mariottini    | Kawasaki Team Italia | Kawasaki     | 0    |
| 67 | Maurizio Prattichizzo | Tienne Racing        | Yamaha       | 0    |
| 55 | Michele Malatesta     | Red Devils Romanelli | Ducati       | 0    |
| 42 | David Checa           | Yes Ducati NCR       | Ducati       | 0    |

### Superstock
Fonte:
Vista la presenza di numerosi piloti di età superiore ai 24 anni (a cui per regolamento non venivano assegnati punti), l'assegnazione dei punti risulta sfalsata rispetto alle posizioni ottenute in gara. Inoltre Daniel Oliver Bultó, Karl Harris e Fabrizio Pellizzon ottennero rispettivamente 5, 3 e 1 punti suppletivi, in quanto primo, secondo e terzo nelle prove di qualificazione, escludendo sempre i piloti di età superiore i 24 anni (che non erano eleggibili per i punti neanche per le qualifiche).

#### Arrivati al traguardo
| Pos. | Nº | Pilota              | Squadra              | Motocicletta     | Giri | Tempo     | Punti gara | Punti qualifica |
| ---- | -- | ------------------- | -------------------- | ---------------- | ---- | --------- | ---------- | --------------- |
| 1º   | 29 | Vittorio Scatola    | Motor Power          | Yamaha YZF R1    | 9    | 17'24.511 |            |                 |
| 2º   | 17 | Ivan Sala           | Anyway Racing        | Yamaha YZF R1    | 9    | +0.112    |            |                 |
| 3º   | 25 | Daniel Oliver Bultó | Aprilia Desmo Racing | Aprilia RSV 1000 | 9    | +12.077   | 25         | 5               |
| 4º   | 31 | Davide Messori      | Green Devils         | Kawasaki ZX 9R   | 9    | +13.079   |            |                 |
| 5º   | 71 | Marc Fissette       | Marc Fissette Racing | Suzuki GSX 750 R | 9    | +15.515   | 20         |                 |
| 6º   | 10 | Matteo Rigamonti    | MGR Special          | Yamaha YZF R1    | 9    | +15.570   |            |                 |
| 7º   | 3  | Paul Notman         | Speedline Nrg        | Yamaha YZF R1    | 9    | +18.675   | 16         |                 |
| 8º   | 11 | Dario Tosolini      | Team Ettore Tosolini | Yamaha YZF R1    | 9    | +18.837   | 13         |                 |
| 9º   | 27 | Fabrizio Pellizzon  | Aprilia Desmo Racing | Aprilia RSV 1000 | 9    | +19.213   | 11         | 1               |
| 10º  | 14 | Filippo Chiarelli   | Promo Racing         | Yamaha YZF R1    | 9    | +22.221   | 10         |                 |
| 11º  | 9  | Massimo Temporali   | Team Rumi            | Honda CBR 900 RR | 9    | +24.491   | 9          |                 |
| 12º  | 20 | Fabien Foret        | Yamaha R.France      | Yamaha YZF R1    | 9    | +34.098   |            |                 |
| 13º  | 12 | Dominique Duchene   | Green Kawa Deut      | Kawasaki ZX 9R   | 9    | +41.168   | 8          |                 |
| 14º  | 7  | Raffaello Fabbroni  | Team Rumi            | Honda CBR 900 RR | 9    | +43.197   | 7          |                 |
| 15º  | 8  | James Ellison       | Castrol Honda        | Honda CBR 600 F  | 9    | +49.873   | 6          |                 |
| 16º  | 70 | Dirk Spriet         | Marc Fissette Racing | Suzuki GSX 750 R | 9    | +1'00.892 |            |                 |
| 17º  | 13 | Carlo Vichi         | Team Motoshop        | Yamaha YZF R1    | 9    | +1'05.367 |            |                 |
| 18º  | 63 | Israel Sánchez      | Lozano Racing        | Yamaha YZF R6    | 9    | +1'05.782 | 5          |                 |
| 19º  | 15 | Alessandro Bonecchi | A.Bonecchi           | Yamaha YZF R1    | 9    | +1'06.789 | 4          |                 |
| 20º  | 24 | Luigi Aljinovic     | GI Motorsport        | Suzuki TL 750 R  | 9    | +1'07.288 |            |                 |
| 21º  | 72 | Steven Casaer       | Marc Fissette Racing | Suzuki GSX 600 R | 9    | +1'09.649 | 3          |                 |
| 22º  | 21 | Katja Poensgen      | S.Schmidt Motosport  | Suzuki GSX 600 R | 9    | +1'54.421 | 2          |                 |
| 23º  | 4  | Niklas Carlberg     | Lap Power Racing     | Suzuki TL 1000 S | 9    | +2'05.250 | 1          |                 |

#### Ritirati
| Nº | Pilota            | Squadra         | Motocicletta     | Giri | Punti qualifica |
| -- | ----------------- | --------------- | ---------------- | ---- | --------------- |
| 44 | Luca Turano       | M.C.Porta Nuova | Yamaha YZF R1    | 7    |                 |
| 23 | Marco Lucchinelli | Yamaha Belgarda | Yamaha YZF R1    | 6    |                 |
| 16 | Karl Harris       | GR Motosport    | Suzuki GSX 750 R | 4    | 3               |
| 18 | Mauro Reveglia    | Anyway Racing   | Yamaha YZF R1    | 4    |                 |
| 73 | Sauro Valentini   | S.Valentini     | Kawasaki ZX 9R   | 4    |                 |